# Сидоренко Олександр Олександрович
Сидоренко Олександр Олександрович  (27 травня 1960 — 20 лютого 2022) — український радянський плавець, олімпійський чемпіон, чемпіон світу та Європи. Заслужений майстер спорту СРСР (1980).
Єдиний український плавець, який перемагав на чемпіонатах Європи, світу та Олімпійських іграх.
Почесний громадянин міста Маріуполя.

## Життєпис
Перший тренер з плавання – Віктор Вангельєв, а з осені 1977 року – Віра Смєлова.
XLVII чемпіонат СРСР проходив 6-10 липня 1978 року у відкритому 50-метровому басейні «Нептун» Московського олімпійського центру водного спорту (МОЦВС). У запливі на 200 метрів комплексним плаванням 18-річний Олександр Сидоренко встановив перший у своєму житті світовий рекорд, подолавши дистанцію з результатом 2.05,24. З того часу рішенням Федерації плавання СРСР на 4-й доріжці басейна «Нептун» встановлено напис «Здесь стартовал и установил рекорд мира Александр Сидоренко».
До фінішу своєї кар'єри Олександр Сидоренко став 20-кратним чемпіоном СРСР, чемпіоном Європи та світу, семиразовим переможцем Кубка Європи.

## Спортивні досягнення
- 20‑кратний чемпіон СРСР у комплексному плаванні з 1977 по 1986 рік[6]
- 9 липня 1978 року в Москві встановив світовий рекорд на дистанції 200 м[6]
- чемпіон ХХІІ літньої Олімпіади 1980 в Москві на 400 м[6][8]
- чемпіон світу 1982 року[6][8]
- чемпіон Європи 1981 року на дистанции 200 м[6][8]
- бронзовий призер чемпіонатів світу 1978 та Європи 1977[8]
- екс-рекордсмен світу з плавання[8]
- багаторазовий екс-рекордсмен Європи, СРСР та України[8]

| Олімпіада   | Дисципліна                      | Місце |
| ----------- | ------------------------------- | ----- |
| Москва 1980 | 400 метрів, комплексне плавання | 1     |

## Особисте життя
- Мама – Любов Іванівна – працювала у будівельному управлінні[6].
- Папа – Олександр Ілліч – працював начальником комсомольського штабу на всесоюзному будівництві стана «1700» ММК імені Ілліча[6].
- 11 вересня 1982 року одружився з бронзовою призеркою Олімпійських ігор 1980 року з плавання Оленою Кругловою.
- У 1989 році у них народився син Олександр.

## Звання, нагороди
- 1979, майстер спорту міжнародного класу[9]
- 1980, заслужений майстер спорту СРСРref name=ukrinform/>[6][8]
- 1980, кавалер ордена Дружби народів[6].

## Після спорту (1987—2022)
Після закінчення спортивної кар'єри, з вересня 1987-го року до кінця життя працював тренером та (через 10 років) начальником ватерпольної команди «Іллічівець».
28 грудня 2021 року Олександр Сидоренко у рекламному ролику МОЗ повідомив: «Я вакцинувався від коронавірусної хвороби», і закликав вакцінуватися інших.
Вигляд мав бадьорий, впевнений, на стан здоров'я не скаржився.
Через 54 дні, 20 лютого 2022 року, на 62-му році життя помер від ускладнень після ковіду.